# Porterandia postarii
Porterandia postarii är en måreväxtart som beskrevs av Zahid. Porterandia postarii ingår i släktet Porterandia och familjen måreväxter. Inga underarter finns listade i Catalogue of Life.